# Strat (prelucrarea imaginilor)
În cadrul programelor de creare și prelucrare a imaginilor, straturile (eng. layer, /ˈle.iər/) reprezintă o metodă de distribuire a elementelor grafice (imagini rastru sau vector, text, selecții etc.) pe mai multe niveluri (planuri transparente sau opace), care permit prelucrarea individuală a acestora,  optimizând astfel organizarea lor, facilitând procesul lucrativ și permițând reorganizarea ulterioară a acestor elemente.
Toate programele profesionale destinate prelucrării imaginlor bidimensionale, cum ar fi GIMP, Inkscape, Photoshop, Illustrator, CorelDRAW, etc., sunt prevăzute cu această facilitate. Această opțiune nu este prezentă în unele programe minimaliste precum Microsoft Paint.